# Partido Demócrata de Puerto Rico
El Partido Demócrata de Puerto Rico (en inglés: Puerto Rico Democratic Party)  es la filial local del Partido Nacional Demócrata de EE. UU. en el Estado Libre Asociado de Puerto Rico. La membresía del partido está formada por partidarios tanto del estatus actual de Estado Libre Asociado como de aquellos que están a favor de la estadidad para Puerto Rico.

## Afiliación
La participación en el proceso de selección de delegados de Puerto Rico está abierta a aquellos que deseen participar como Demócratas y los participantes no podrán participar en el proceso de Nominación Presidencial de ningún otro partido. Las personas que deseen participar en los comités de distrito del Senado deben registrarse en el comité local del partido. 

## Primarias
Cincuenta y uno de los 58 delegados a la Convención Nacional Demócrata están comprometidos con los contendientes presidenciales según los resultados de las primarias de preferencia presidencial en toda la isla, celebradas el último domingo de marzo de cada año bisiesto. Se requiere un umbral obligatorio del 15 por ciento para que un contendiente presidencial pueda ser delegado de la Convención Nacional, ya sea a nivel de distrito senatorial o de toda la isla.
Cuarenta delegados de distrito están comprometidos proporcionalmente con los contendientes presidenciales por los distritos senatoriales locales de Puerto Rico. Al 1 de julio de 2019, las proporciones eran las siguientes: 
- Distrito 1 San Juan: 4
- Distrito 2 Bayamón: 4
- Distrito 3 Arecibo: 5
- Distrito 4 Mayagüez: 4
- Distrito 5 Ponce: 4
- Distrito 6 Guayama: 4
- Distrito 7 Humacao: 4
- Distrito 8 Carolina: 4

Además, los delegados por acumulación y los líderes de partido comprometidos y funcionarios electos (PLEO, por sus siglas en inglés) se comprometen con los contendientes presidenciales en función de las preferencias presidenciales de los 33 delegados a nivel de distrito, según lo prometido por los resultados de las primarias del Distrito Senatorial. Por lo tanto, los delegados del Distrito de la Convención Nacional se comprometen a partir de las preferencias expresadas en las primarias, mientras que los delegados de la Convención Nacional a nivel estatal se comprometen utilizando las preferencias de los delegados del Distrito de la Convención Nacional. 

## Actividades juveniles
Los Jóvenes Demócratas de América (YDA, por sus siglas en inglés), Capítulo de Puerto Rico, es la rama juvenil oficial del Partido Demócrata de Puerto Rico.
Presidentes anteriores incluyen a Francisco Domenech, quien también fue miembro del Comité Nacional Demócrata por los Jóvenes Demócratas de América (el primer puertorriqueño elegido para este cargo), Phillip Arroyo, quien junto con Francisco Domenech ayudó a crear y presidir el Caucus Hispano de la YDA y Ricardo Alfaro.